# Copa Petrobras Bogotá 2009
Il Copa Petrobras Bogotá 2009 è stato un torneo professionistico di tennis maschile giocato sulla terra rossa, che facevano parte dell'ATP Challenger Tour 2009. Si è giocato a Bogotà in Colombia dal 21 al 27 settembre 2009.

## Partecipanti

### Teste di serie
| Nazionalità | Giocatore          | Ranking* | Testa di serie |
| ----------- | ------------------ | -------- | -------------- |
| Argentina   | Horacio Zeballos   | 66       | 1              |
| Cile        | Paul Capdeville    | 84       | 2              |
| Colombia    | Santiago Giraldo   | 115      | 3              |
| Argentina   | Brian Dabul        | 129      | 4              |
| Argentina   | Sergio Roitman     | 130      | 5              |
| Colombia    | Alejandro Falla    | 143      | 6              |
| Argentina   | Eduardo Schwank    | 156      | 7              |
| Stati Uniti | Alex Bogomolov Jr. | 158      | 8              |

- Ranking al 14 settembre 2009.

### Altri partecipanti
Giocatori che hanno ricevuto una wild card:
- Alejandro González
- Sebastián López
- Mariano Puerta
- Eduardo Struvay

Giocatori passati dalle qualificazioni:
- Andre Begemann
- Michael Quintero
- Nicolás Todero
- Caio Zampieri

## Campioni

### Singolare
Carlos Salamanca ha battuto in finale  Riccardo Ghedin con il punteggio di 6–1, 7–6(5)

### Doppio
Alejandro Falla /  Alejandro González hanno battuto in finale  Sebastián Decoud /  Diego Álvarez con il punteggio di 5–7, 6–4, [10–8]